# TOSS
TOSS（トス、Teacher's Organization of Skill Sharing（教育技術法則化運動）の略）とは、向山洋一の設立した、教師の教育技術についての方法（＝指導法）を提唱する集団、およびその活動である。以前は、「教育技術の法則化運動」あるいは「法則化」と呼称していた。
1984年、当時東京都大田区立調布大塚小学校教諭であった向山洋一が「教育技術の法則化運動」を設立。向山は2001年に「法則化運動」を解散、TOSSを設立し代表となる。
2008年11月6日、特定非営利活動法人としての認証を受ける。
2021年、谷和樹が代表に就任、向山は最高顧問となる。

## 教育技術法則化運動
小学校教諭であった向山洋一は、1982年の著書『跳び箱は誰でも跳ばせられる』において、「教え方さえ的確ならばどの児童にも跳び箱を3分で跳ばせることができる」とする方法を著した。また、向山は、他にも教育技術・方法についての出版も行った。
これらの向山の活動を「教育技術法則化運動」と言う。なお「法則化」という言葉には批判（非難）もある。
1984年に向山が掲げた「教育技術の法則化運動」は以下の4つである。
1. 教育技術はさまざまである。出来るだけ多くの方法を取り上げる。（多様性の原則）
2. 完成された教育技術は存在しない。常に検討・修正の対象とされる。（連続性の原則）
3. 主張は教材・発問・指示・留意点・結果を明示した記録を根拠とする。（実証性の原則）
4. 多くの技術から，自分の学級に適した方法を選択するのは教師自身である。（主体性の原則）[10]

「教育技術の法則化運動」は2000年に解散し、TOSSとして生まれ変わることとして、インターネットランド（TOSSランド）の運営を追加した。

## TOSSに対する評価

### 疑似科学の拡大助長に対する批判
TOSSがEM（有用微生物群）についてその当初から環境教育として積極的に採り入れてきたことで、疑似科学を助長しているとの批判がある。また、TOSSは、発達障害の子供を持つ保護者団体などから「偏見を助長する」との批判がある親学や、歴史的根拠がない、と指摘される江戸しぐさなども取り込んでいることでも批判を受けている。
「水からの伝言」への疑似科学批判のなかで、「水からの伝言」についての授業実践例がTOSSランドに登録され、TOSS関連書籍の中でも紹介されるなど、TOSSの活動のなかで用いられた。
また、科学者の間では疑似科学であるとの評価が定着したゲーム脳もまたTOSSでは広く取り上げられ、関連書籍や雑誌で紹介されてきた。
そして、ゲーム脳を扱ったコンテンツは2007年3月まで数件登録されたままであった。
また、文明史家の原田実によって歴史的、道徳的観点から疑問点が指摘された江戸しぐさについてのコンテンツも存在する。
加えて、前記のEMについて、TOSSランドに環境教育のサブカテゴリとしてEMを明示して多数のコンテンツを登録している。こうしたことから、TOSSは疑似科学を排除したわけではなく現在でも拡大助長していると批判する人々は判断している。そのほか、疑似科学と一般に判断されているものでTOSSで扱われているものに脳内革命が挙げられる。
これらの疑似科学は、主に道徳や総合的学習において取りあげられる割合が高い。背景には、教師が、児童に教える過程では、単純で分かりやすく教えることを求める傾向があり、科学的な検証を経ることなく、無批判、盲目的にTOSSの指導法を信じているものと考えられ、TOSSが本来目指しているとされている「追試による指導法の発展」が、機能していないと批判者は判断している。
また、向山とTOSSが確信的なオカルティズムに基づいているとし、これを愚民教育であるとする批判もある。

## その他
- 向山洋一は、教育技術を医療技術にたとえ「盲腸を手術する技術は外科医には小さな技術であろうが、盲腸を手術できない外科医を誰も外科医としては認めない」と述べている[31]。
- 算数の「問題解決型学習」を批判している[32]。

## 関連雑誌
- 月刊『教室ツーウェイ』誌（明治図書出版、1986年 - 2015年）
- 月刊『家庭教育ツーウェイ』誌（明治図書出版、2004年 - 2009年）
- 月刊『向山型算数教え方教室』誌（明治図書出版、1999年 - 2013年）
- 月刊『教育トークライン』誌（東京教育技術研究所）
- 季刊『TOSSインターネットランド』誌（東京教育技術研究所）
- 隔月刊『向山型国語教え方教室』誌（明治図書出版、2000年 - 2015年）
- 隔月刊『教育コミュニティ』誌（東京教育技術研究所）
- 季刊『TOSS特別支援教育』誌（東京教育技術研究所、2015年 - 2023年）
- 『教室ツーウェイnext』誌（学芸みらい社、2016年 - ）